# 74 Virginis
74 Virginis, eller l Virginis, är en misstänkt variabel i Jungfruns stjärnbild.
Stjärnan har visuell magnitud +4,68 och varierar med 0,07 magnituder utan någon fastställd periodicitet.